# Ромеро, Икер
Икер Ромеро Фернандес (исп. Iker Romero Fernández, родился 15 июня 1980 в Витории-Гастейс) — испанский гандболист, игравший на позиции левого полусреднего или разыгрывающего. Известен по выступлениям за испанскую «Барселону» и немецкий «Фюксе Берлин». Чемпион мира 2005 года, бронзовый призёр Олимпиады-2008.

## Биография

### Игровая карьера
В 1997 году Икер дебютировал на профессиональном уровне за «Вальядолид». В 2000 году подписан командой «Адемар Леон», в которой отыграл один сезон и стал чемпионом Франции. Перешёл в «Сьюдад Реал», с которым выиграл в 2003 году Кубок Испании, а также Кубок обладателей кубков в 2002 и 2003 годах. С 2003 по 2011 годы защищал цвета «Барселоны», с ней выиграл чемпионат Испании в 2006 и 2011 годах, Кубок Испании в 2004 году, Суперкубок Испании в 2004 и 2007 году, Суперкубок Европы в 2004 году, а также Лигу чемпионов ЕГФ в 2005 и 2011 годах.
В сезоне 2011/2012 Ромеро перешёл в немецкий клуб «Фюксе Берлин», с которым завоевал Кубок Германии в 2014 году, а также Европейский Кубок ЕГФ в 2015 году. В апреле 2014 года стало известно, что он закончит свою карьеру в немецкой команде и потом вернётся на родину. Изначально Ромеро собирался закончить играть в сезоне 2013/2014, но он пересмотрел это решение в мае 2014 года и продолжил выступать, объявив об уходе из большого гандбола в начале 2015 года.
Икер Ромеро сыграл 200 игр за сборную, забив 753 гола. Свою 200-ю, последнюю игру Икер Ромеро провёл 5 июня 2014 года. Главным достижением Ромеро в сборной стали победа на чемпионате мира 2005 года в Тунисе, бронзовые медали пекинской Олимпиады 2008 года, бронзовые медали чемпионата мира 2011 года и серебряные медали чемпионата Европы 2006 года.

### Семья
Жена — немецкая гандболистка Лаура Штайнбах.